# Cerotoma trifurcata
Cerotoma trifurcata es un coleóptero de la familia Chrysomelidae.
Fue descrita científicamente en 1771 por Forster.